# Lev Polugayevski

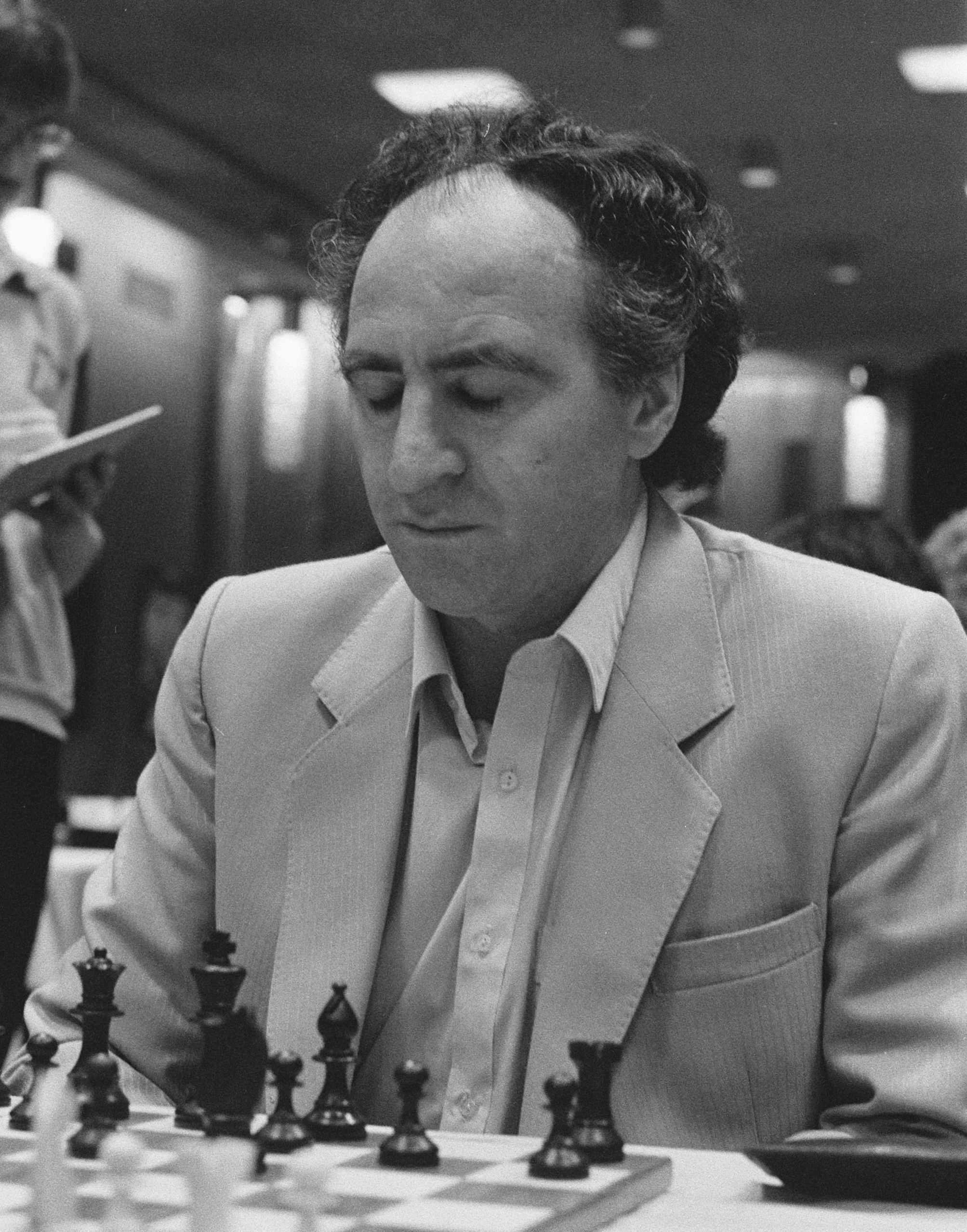
Lev Polugaievski, 1984

Lev Abrámovich Polugaievski (en ruso: Лев Абрамович Полугаевский, a veces transliterado Polugaevsky o Polugayevski) (Maguilov, 20 de noviembre de 1934–París, 30 de agosto de 1995), fue un ajedrecista soviético, bicampeón nacional y candidato mundial.
Su primer gran éxito internacional fue en el torneo de Mar del Plata (Argentina) de 1962, donde obtuvo el título de gran maestro. Sus máximos triunfos han sido los campeonatos de la URSS de los años 1967 y 1968. En 1969, fue segundo, tras Tigran Petrosian, y ganó el torneo de Belgrado. Sus triunfos en torneos han sido muchos: Ámsterdam 1971 y 1972, Sochi 1971 y 1972, Solingen 1974, Montilla 1975, etc.
En 1973, jugó el torneo de candidatos por el título mundial, pero su rival fue Anatoli Kárpov, que le venció en el encuentro. En el siguiente ciclo mundial, se clasificó en el interzonal de Manila derrotando al brasileño Henrique Mecking; pero su siguiente rival fue Víktor Korchnói, que a la postre sería el aspirante al título. Este encuentro quedó igualado y Polugayevski perdió en los desempates.